# Chile
Chile, officielt Republikken Chile (spansk: República de Chile), er et land i Sydamerika. Chile er klemt inde mellem Andesbjergene i øst og Stillehavet i vest. Det grænser op til Peru i nord, Bolivia i nordøst, Argentina i øst og Drakestrædet i syd. Chile omfatter også territorierne Juan Fernández, Salas y Gómez, Desventuradas og Påskeøen. Chile gør også krav på et 1,25 millioner km2 stort område af Antarktis. Disse krav er dog suspenderet under Antarktistraktaten.
Den tørre Atacamaørken i Nordchile indeholder store mineralforekomster, specielt kobber og lithium. Den centrale del af landet udgør et relativt lille område, men er alligevel hjemsted for størstedelen af befolkningen. Det er landets kulturelle og politiske centrum, hvorfra Chile i slutningen af det 19. århundrede udvidede sit territorium, da landet indlemmede de nordlige og sydlige regioner. Det er også i Centralchile, at de fleste fødevarer dyrkes. Sydchile er rigt på skovområder og græsmarker, men består også af en række vulkaner og søer. Den chilenske sydkyst er en labyrint af fjorde, småøer, kanaler og halvøer.
Spanien erobrerede og koloniserede Chile i midten af det 16. århundrede. Spanierne knuste hurtigt Inkariget i det nordlige og centrale Chile, men formåede ikke at erobre det uafhængige mapuchefolk i det sydlige Chile. Efter at have erklæret uafhængighed fra Spanien i 1818, voksede Chile i 1830'erne frem som en stabil, om end diktatorisk regionalmagt. I det 19. århundrede oplevede Chile en økonomisk såvel som territorial fremgang. I 1880'erne fik man omsider erobret mapuchefolket, og i samme årti fik man også udvidet de nordlige områder under Salpeterkrigen (1879-83) mod Peru og Bolivia. 1960'erne og 1970'erne var præget af en voldelig polarisering mellem højre- og venstrefløjen. Denne udvikling kulminerede i 1973 i et statskup, der afsatte Salvador Allendes venstreorienterede regering. Herpå fulgte 16 år under et højreorienteret militærdiktatur, der dræbte og kidnappede flere end 3000 mennesker. Regimet, anført af Augusto Pinochet, gik i opløsning i 1990, efter at det havde tabt en folkeafstemning i 1988. Det blev efterfulgt af en centrum-venstre-ledet koalition, der sad på magten indtil 2010.
Chile er i dag et af Sydamerikas mest stabile og velstående lande. Det er et højindkomstland med en høj levestandard. Chile ligger på en regional førsteplads inden for områder såsom udvikling, fred, konkurrenceevne, indkomst, globalisering og økonomisk frihed. Chile var som det eneste land i Sydamerika medlem af OECD, indtil 2020, hvor også Colombia blev medlem. Landet har også den næstlaveste selvmordsrate i Amerika. Chile er medlem af FN, UNASUR og CELAC.

## Etymologi
Der er flere teorier om oprindelsen af navnet Chile. Ifølge 16. hundredtalsforfatteren Diego de Rosales kaldte inkaerne dalen ved Aconcagua for "Chili" efter en forvansket udgave af navnet på en picunche-høvding, Tili, som herskede over området på den tid, hvor inkaerne erobrede området i det 15. århundrede. En anden teori peger på ligheden mellem Aconcagua-dalen og dalen ved Casma-floden i Peru, hvor der var en by og et område, der hed Chili.
Andre teorier hævder, at navnet kan være afledt af ord fra et oprindeligt folk på området for "Jordens ende" eller "havmåger", fra mapuche-ordet "chili", som kan betyde "hvor landet ender", eller fra quechua-ordet "chiri", der betyder "kold" eller "det dybeste sted på Jorden". Endnu et bud på oprindelsen af navnet er fra det onomatopoietiske "cheele-cheele", som er mapuchernes imitation af sangen fra den gulvingede stærling (lokalt kaldet trile).
De spanske conquistadorer hørte om navnet fra inkaerne, og de få overlevende fra Diego de Almagros første spanske ekspedition syd for Peru kaldte sig selv for "mændene fra Chilli". I sidste instans er Almagro krediteret for udbredelsen af navnet "Chile" efter at have givet Mapocho-dalen dette navn.

## Historie

### Tidlig historie
For omkring 10.000 år siden indvandrede de første oprindelige folk til området og bosatte sig i de frugtbare dale og kystområder i det, der er nutidens Chile. Eksempler på fund fra disse folk er Monte Verde i nærheden af Puerto Montt, Cueva del Milodón i Patagonien og lavatunnellen i Pali-Aike-krateret, ligeledes i Patagonien. I det chilenske område boede forskellige folk. Mod nord boede atacameñoerne og diaguitaerne; begge folkeslag var agerdyrkere og beherskede vandingsteknikker, hvilket tyder på en vis statsdannelse. Længere mod syd boede mapucherne (af spanierne kaldet araucaniere), som der menes at have været omkring en million af. Inkaerne udbredte kortvarigt deres rige til at omfatte det nordlige af nutidens Chile indtil omkring Santiago, men mapucherne modstod med held adskillige inkaforsøg på at underlægge sig dem på trods af, at mapucherne tilsyneladende ikke havde nogen central magt. Kulminationen på denne strid var slaget ved Maule (i slutningen af det 15. århundrede), hvor inkaherskeren Túpac Yupanqui ved floden Maule måtte se sig besejret i et blodigt, tre dage langt slag, der blev enden på inkaernes erobringstogt mod syd.

### Spansk kolonisering
I 1520 var Ferdinand Magellan på sin vej Jorden rundt nået til sydspidsen af Sydamerika og rundede som den første europæer dette punkt, og han blev ligeledes den første europæer til at sætte foden på jorden i det, der nu er Chile. Den næste europæer, der ankom, var Diego de Almagro, der med sine conquistadorer i 1535 var på jagt efter guld og i den forbindelse drog sydpå fra Peru. Spanierne mødte på deres vej forskellige folkeslag, der klarede sig selv med agerdyrkning med svedjebrug og jagt. Almagro blev imidlertid skuffet over manglen på ædle metaller og desuden afskrækket af de lokale beboeres stridbarhed og vendte tilbage til Peru. Nogle år senere var det Pedro de Valdivia, der drog mod syd, og denne gang var erobringen mere hårdnakket. Han grundlagde Santiago i 1541, og skønt spanierne stadig ikke fandt ædle metaller, kunne de godt se agerbrugspotentialet i de frugtbare dalområder. Chile blev derpå en del af det Spanske imperium.
Erobringen af landet forløb gradvist, og europæerne led flere tilbageslag. Et omfattende mapuche-oprør, som blev indledt i 1553, resulterede i Valdivias død og ødelæggelse af mange af spaniernes vigtigste bosættelser. Nye oprør fandt sted i 1598 og 1655. Ved hvert oprør rykkede sydgrænsen for spaniernes koloni længere mod nord. Den spanske regerings afskaffelse af slaveriet i 1683 skete i erkendelse af, at modstanden voksede, når man gjorde mapucherne til slaver. Trods de kongelige forbud vedblev relationerne mellem kolonisterne og de oprindelige folk at være spændte.
Med sin placering på et relativt lille område defineret af Andesbjergene mod øst, Stillehavet mod vest, Atacama-ørkenen mod nord og mapuchernes område mod syd blev den chilenske koloni en af de mest centraliserede og homogene af de spanske kolonier i Sydamerika. Kolonien opfattede det som sin opgave med sin grænsegarnison at hindre angreb, dels fra mapucherne, dels fra spaniernes europæiske fjender, først og fremmest briterne og hollænderne. Boucaniers og engelske eventyrere plagede sammen med mapucherne kolonien; et eksempel herpå er Francis Drakes overfald på koloniens vigtigste havn i Valparaíso i 1578. Chile havde derfor en af de største hære i Amerika og var en af de mest militariserede spanske besiddelser, hvilket betød store udgifter for vicekongedømmet i Peru.
Den første folketælling blev foretaget under Agustín de Jáureguis regering i 1777-78. Den viste, at der i kolonien var 259.646 indbyggere, deraf 73,5 % af europæisk afstamning, 7,9 % mestizer, 8,6 % oprindelige folk og 9,2 % sorte. Der blev foretaget en lignende folketælling i Chiloé-provinsen i 1784, og den viste, at der her boede 26.703 indbyggere, heraf 64,4 % af europæisk afstamning samt 35,5 % oprindelige folk.

### Uafhængighed fra Spanien
Under Napoleonskrigene i Europa havde franskmændene sat Joseph Bonaparte på den spanske trone i 1808, og dette satte skub i et spirende ønske i kolonien om at opnå selvstændighed. En national junta opkaldt efter Ferdinand 7., arving efter den afsatte spanske konge, blev dannet d. 18. november 1810. Regeringsjuntaen erklærede Chile for en autonom republik inden for det spanske monarki. Til minde om dette fejrer Chile nationaldag hvert år d. 18. september.
Efter disse begivenheder fik bevægelsen for fuldstændig uafhængighed mere vind i sejlene. Bevægelsen blev anført af José Miguel Carrera og hans to brødre Juan José og Luis. Spanierne søgte derpå at genskabe sit herredømme over Chile og flere andre dele af Sydamerika, der ligeledes forsøgte at opnå uafhængighed, i det forløb, der blev kaldt reconquistaen. Dette førte til yderligere modstand, men også interne kampe, idet Bernardo O'Higgins udfordrede Carreras magt i ledelsen af uafhængighedsbevægelsen.
Krigshandlingerne fortsatte med ujævne mellemrum indtil 1817. Under en af spaniernes succesfulde togter måtte uafhængighedsbevægelsens ledere flygte til Argentina, og her blev Carrera fængslet. O'Higgins, der i eksilet var blevet udnævnt til øverste diktator, og den argentinske general José de San Martin, en helt fra Argentinas selvstændighedskrig, samlede en hær og krydsede med den Andes, hvorpå de besejrede royalisterne i Chile. Den 12. februar 1818 godkendte O'Higgins teksten til Chiles uafhængighedserklæring, og landet betragtede herefter sig selv som selvstændigt, idet dette dog først blev bredt anerkendt hen imod midten af århundredet.
Den politiske revolte medførte dog ikke større sociale ændringer i landet, og samfundet i det 19. århundredes Chile bibeholdt en stærk klasseopdeling, som i stor udstrækning skyldtes den politik, spanierne havde ført, samt den katolske kirkes dominans.
Langsomt begyndte Chile at øge sin indflydelse og etablere sine grænser. I første omgang gik man efter Chiloé-øgruppen, som spanierne havde bevaret magten over, og efter nogle militære forsøg på erobring, opgav spanierne modstanden, og øgruppen blev chilensk ved Tantauco-aftalen i 1826. Økonomien blev markant forbedret med et sølvfund i Chañarcillo og den voksende handel via Valparaíso. I den forbindelse opstod der en konflikt med Peru om herredømmet over Stillehavskysten. Samtidig søgte man fra omkring 1848 at trænge ind i Araucanía-regionen samt at styre bosættelsen af de talrige tyske immigranter, der i stort omfang kom til at leve i de nuværende Los Ríos- og Los Lagos-regioner. Magallanes-regionen blev en del af nationen i 1843 med opførelsen af Bulnes-fortet, og Antofagasta-området, der på det tidspunkt tilhørte Bolivia, begyndte at blive befolket.
Mod slutningen af det 19. århundrede konsoliderede regeringen i Santiago i syd med den endelige besættelse af Araucanía. Grænsetraktaten fra 1881 mellem Chile og Argentina bekræftede Chiles suverænitet over Magellanstrædet. Som et resultat af salpeterkrigen med Peru og Bolivia (1879-83) ekspanderede Chile sit territorium mod nord med næsten en tredjedel og eliminerede derved Bolivias adgang til havet samtidig med, at man vandt vigtige nitratforekomster, hvis fund skabte en periode med national velstand.
Borgerkrigen i Chile (1891) medførte en omfordeling af magten mellem præsidenten og kongressen, så kongressen fik mere magt, som man kender det fra parlamentarisme, dog uden den normale procedure med, at parlamentet (kongressen) valgte regeringslederen. Men borgerkrigen havde også været en kamp mellem dem, der gik ind for opbygning af lokal industriproduktion, og de magtfulde chilenske bankinteresser, særligt House of Edwards, der havde stærke forbindelser til udenlandske investorer.

### Det 20. århundrede
Chiles økonomi degenererede delvist til et system, der beskyttede den herskende elite, og korruption var udbredt i landet omkring århundredskiftet til det 20. århundrede. Langsomt begyndte middel- og arbejderklasserne at blive styrket, og flere nye partier, som det Demokratiske Parti (støttet af håndværkere og arbejdere i byerne) og det Radikale Parti (støttet af byernes middelklasse og eliten i provinsen), vandt frem. I 1920'erne blev de traditionelle konservative partier besejret, da den reformvenlige Arturo Alessandri blev valgt til præsident, men hans reformprogram blev i lang tid obstrueret af den konservative kongres, indtil han fik støtte fra militære grupper, der var utilfredse med nedskæringerne i deres rækker.
Alessandri blev stødt fra magten af konservative officerer, og i 1924-25 blev landet ledet regeringsjuntaer, hvor den anden junta dog arbejdede på at få Alessandri tilbage og frivilligt afgav magten til ham. Så var vejen banet for Alessandri, der samme år stod bag en ny forfatning, der blandt andet betød et officielt brud mellem kirke og stat, tillod arbejderne at organisere sig og øgede præsidentens magt på bekostning af kongressen. Denne forfatning fungerede til 1973.
Præsidentens øgede magt kom general Carlos Ibáñez del Campo til gode, da han i 1927 kom til magten efter et manipuleret valg. Hans styre var reelt et diktatur, idet parlamentet var sat helt ud af kraft. Imidlertid var han relativt populær, idet han kunne lukrere på store lån fra banker i USA og i øvrigt sørgede for at tilgodese middelklassens behov. Hans popularitet led imidlertid et gevaldigt knæk med Wall Street-krakket i 1929 og Depressionen, der fulgte. Folkeforbundet opgjorde senere, at ingen nation i verden led mere under Depressionen end Chile, hvor på et tidspunkt næsten en fjerdedel af arbejdsstyrken var uden arbejde. Ibáñez frygtede en borgerkrig og gik i eksil i Argentina i 1931, efter at han havde overgivet magten til en demokratisk valgt efterfølger. Dette medførte, at hans status ikke for alvor led, og at han de følgende årtier fortsat var en central politisk skikkelse og i øvrigt blev valgt til præsident igen i 1952.
I første omgang medførte krisen og Ibáñez' flugt dog en periode med megen ustabilitet og flere kortlivede regeringer. I 1932 kom Alessandri imidlertid tilbage på præsidentposten, og demokratiet kom snart på skinner igen, idet Alessandri nu var mere midtsøgende end tidligere. I kølvandet på Alessandri kom det Radikale Parti, et midterparti, til magten og sørgede for stabilitet i de følgende år, ofte i koalition med andre partier. Med Ibáñez' anden regeringsperiode og hans efterfølger, Jorge Alessandri (Arturo Alessandris søn), vendte konservatismen tilbage til magten.
I 1964 blev Alessandri afløst af kristendemokraten Eduardo Frei Montalva, der på baggrund af absolut flertal for sin politik igangsatte en række store reformer. Reformerne omfattede sociale og økonomiske forhold, særligt inden for undervisning, boliger og landbrug. De store ambitioner blev ikke helt indfriet, idet der kom modstand fra begge de politiske fløje: Enten var reformerne for drastiske, eller også var de ikke omfattende nok.
I 1970 blev socialisten Salvador Allende valgt som præsident i Chile som den første marxistiske regeringsleder i Sydamerika. Allende fik gennemtrumfet flere socialistiske tiltag som nationalisering af kobber-miner, der hovedsageligt var ejet af amerikanske firmaer, og overtagelse af andre store virksomheder, banker og godser. Ledelsen af godser og fabrikker blev overtaget af bønder og arbejdere. Samtidig fik Allende hævet lønningerne, hvilket kom et meget stor del af befolkningen til gode og satte gang i købekraften.
Efter den første tid med opbakning bag hans politik fik Allende efterhånden problemer med at holde sammen på den koalition, der havde sikret ham valget, men værre var, at oppositionen, der havde magten i kongressen, blev betydeligt mere aktiv i sin politik. Udenrigspolitisk søgte Allende at holde gode forhold til USA, men samtidig øgede han forbindelserne til de lande, USA anså som deres fjender, heriblandt Sovjetunionen, Nordvietnam, Nordkorea, Cuba og Kina. USA's reaktion var tosidet: På overfladen var man kølig, især efter nationaliseringen af de amerikanskejede kobberminer, og Nixons regering pressede Chile på økonomien. Samtidig arbejdede USA i det skjulte på at destabilisere den socialistiske regering ved at finansiere Allendes modstandere og opfordre til et kup.
Efterhånden forværredes økonomien i Chile, hvilket styrkede oppositionen, der samtidig forenede kræfterne fra kristendemokraterne og de konservative, efter at kristendemokraterne i begyndelsen af Allendes regeringsperiode ikke havde modarbejdet ham. Et vigtigt kongresvalg i marts 1973 ændrede imidlertid ikke meget ved magtfordelingen, idet oppositionen ikke opnåede de forventede to tredjedeles flertal, som kunne have væltet Allende. I stedet betød resultatet større konfrontationer, der blev gradvist mere voldelige, på gadeplan mellem regeringsstøtter og tilhængere af oppositionen. De yderste politiske fløje fik vind i sejlene, og højrefløjen søgte at få militæret på sin side. Et militært kup blev forpurret i juni, men hændelsen gav et signal om, at militæret var nervøst. Samfundet gik mere og mere i stå, og da kongressen og højesteret tilføjede Allende et sviende nederlag, planlagde han at søge om støtte til sin politik ved en folkeafstemning. Imidlertid kom militæret under ledelse af den nyudnævnte hærchef, Augusto Pinochet, dette i forkøbet ved at angribe strategiske civile myndigheder i landet den 11. september 1973. Det var starten på det militærkup, der styrtede Allendes regering. Undervejs i kuppet led Allende en voldelig død, øjensynligt begik han selvmord, hvilket en domstolsafgørelse har fastslået i 2012. USA's rolle i kuppet og Allendes død er uklar, men Henry Kissinger fortalte Nixon, at USA havde "hjulpet" kuppet.

### Pinochet-æraen 1973-1990
Efter kuppet tog en militærjunta under ledelse af general Pinochet magten. De første år af dette styre var præget af talrige overtrædelser af menneskerettighederne. Ifølge Rettig-rapporten blev mindst 2.115 mennesker dræbt, lige som et meget stort antal (der er nævnt tal på 28.000 eller mere) blev udsat for tortur. Det chilenske nationalstadion blev straks efter kuppet omdannet til en koncentrationslejr, og her blev den internationalt kendte sanger og sangskriver Victor Jara dræbt blandt mange andre.
Landet blev styret som et militærdiktatur, og en ny grundlov blev vedtaget ved en kontroversiel folkeafstemning 11. september 1980. Grundloven gav yderligere magt til præsidenten, hvorpå Pinochet blev valgt som præsident for yderligere otte år. I løbet af 1980'erne oplevede Pinochets styre gradvis større folkelige protester, og regeringen måtte efterhånden tillade større frihed til fx at forsamle sig, tale og danne foreninger, herunder fagforeninger og politiske partier. Regeringen satte gang i markedsorienterede økonomiske tiltag og bevægede sig hen imod en fri markedsøkonomi, hvilket satte gang i lokale og udenlandske investeringer; dog blev kobberindustrien og andre vigtige mineralområder ikke åbnet for markedet.
Ved en folkeafstemning 5. oktober 1988 fik Pinochet ikke støtte til en ny otteårs periode som præsident. I stedet blev der afholdt valg til både præsidentposten og størstedelen af kongressen i december 1989. Her vandt kristendemokraten Patricio Aylwin som kandidat for en koalition af 17 partier, og han blev derfor præsident, dog kun for en fireårig overgangsperiode.

### Overgangen til demokrati (tiden efter 1990)
Siden Pinochets fald har Chile igen været et demokrati med frie valg, og i den tid har der været præsidenter fra såvel midten med Eduardo Frei Ruiz-Tagle (1994-2000), venstrefløjen med Ricardo Lagos (2000-2006) og den første kvindelige præsident Michelle Bachelet (2006-2010 og 2014-2018), Gabriel Boric (siden 2022) samt højrefløjen med Sebastián Piñera (2010-2014 og 2018-2022).
Der har været foretaget mange undersøgelser af forbrydelserne begået under Pinochets regime. Pinochet forblev efter udløbet af sin præsidentperiode som øverste militære leder i landet til 1998. Herefter blev han udnævnt til senator på livstid. Dette gav automatisk immunitet for retslig forfølgelse. Senere samme år rejste han til Storbritannien for at modtage lægebehandling, men her blev han arresteret på basis af universel jurisdiktion, og han blev fængslet i halvandet år, inden han blev udleveret til Chile. Nu kunne han tiltales for sine forbrydelser, men juridiske slagsmål, blandt andet som følge af Pinochets sygdom, medførte, at han døde uden at blive retsforfulgt i sit hjemland for sine forbrydelser.
To hændelser bragte i 2010 Chile i nyhedernes overskrifter verden over. Først blev landet udsat for et voldsomt jordskælv, hvor over 500 mennesker omkom og over en million blev hjemløse, og senere på året blev 33 arbejdere indespærret i en mineulykke, og de sad indespærret i 69 dage, inden de blev reddet op i god behold.

## Politik
Chile er en republik med repræsentativt demokrati, hvor præsidenten både er statsoverhoved og regeringsleder. Landet har flerpartisystem, men fungerer i praksis som et topartisystem på grund af det binomiale valgsystem. Den udøvende magt ligger hos regeringen, den lovgivende magt hos regeringen og de to kamre i kongressen. Den dømmende magt er uafhængig af både den lovgivende og den udøvende magt.
Den nuværende grundlov blev vedtaget under Pinochets militærregime i september 1980 ved en folkeafstemning, der af flere iagttagere blev betegnet som problematisk. Loven trådte i kraft fra marts 1981. Efter Pinochets nederlag i folkeafstemningen i 1988 blev grundloven ændret, så fremtidige ændringer af den ville være lettere at gennemføre. I september 2005 underskrev præsident Ricardo Lagos en række ændringer til grundloven efter beslutning i kongressen. Blandt ændringerne var fjernelse af udpegede senatorer og senatorer på livstid, præsidentens mulighed for at udskifte den øverste militære leder samt en nedsættelse af præsidenters valgperiode fra seks til fire år.
Kongressen i Chile har to kamre: Et senat med 38 sæder samt et deputeretkammer med 120 sæder. Senatorerne vælges for otte år ad gangen med forskudte valg, mens de deputerede vælges for fire år ad gangen. Valgene til kongressen foregår efter et binomialsystem, hvor der i hvert valgområde vælges to repræsentanter. Systemet tilgodeser i stor udstrækning store partier eller valgforbund, og i Chile har man siden Pinochets afgang haft to store koalitioner, der i de fleste tilfælde får et mandat hver. Det er kun, hvis den ene af koalitionerne opnår mere end dobbelt så mange stemmer som den anden, at vinderen får begge mandater. Af samme grund er de to store koalitioner ofte tæt på at være lige store i begge kamre.
Præsidenten vælges ved direkte valg. For at en præsidentkandidat kan vælges, skal vedkommende have absolut flertal af de afgivne stemmer. Hvis ingen kandidat opnår dette, afholdes en anden runde mellem de to kandidater, der opnåede flest stemmer i første runde. En præsident kan ikke sidde to på hinanden følgende perioder, men kan godt genvælges på et senere tidspunkt.
Kongresbygningen ligger i Valparaíso omkring 140 km vest for hovedstaden Santiago, hvor Palacio de La Moneda, præsidentens residens, ligger.
I det nuværende senat har centrum-venstre-koalitionen Ny Majoritet flertal med 20 mandater, mens højrefløjskoalitionen Alliance har 15 (tre senatorer er uafhængige). Det seneste valg fandt sted 17. november 2013 og omfattede både valg af præsident, valg til deputeretkammeret samt valg af 20 af senatorerne. Valgets resultat træder i kraft 11. marts 2014, og der skete en lille forskydning i senatet, så der fremover er 21 fra Ny Majoritet, 16 fra Alliance og én uafhængig. Tilsvarende har Ny Majoritet flertal i deputeretkammeret med 68 pladser, mens Alliance fik 48, og der var fire pladser til deputerede uden for alliancerne. Præsidentvalget blev afgjort i to runder, idet valgets vinder, Michelle Bachelet fra Ny Majoritet, med 46,7 % af stemmerne ikke fik absolut flertal. I anden runde, der blev afholdt fire uger senere, 15. december, var Bachelet oppe imod Evelyn Matthei fra Alliance, og her vandt Bachelet med 62,2 % mod 37,8 %, og hun er dermed klar til at afløse Sebastián Piñera og genindtage præsidentposten, som hun også – som den første kvinde i Chiles historie – indtog i 2006-2010.
Chiles retsvæsen omfatter blandt andet en appeldomstol, et system af militære domstole, en forfatningsdomstol og højesteretten. I juni 2005 afsluttede Chile en gennemgribende revision af kriminalretssystemet. Reformen har erstattet inkvisitionsprocesser med anklageprocesser, som svarer mere til dem, man kender fra lande som USA og Danmark.

### Udenrigsrelationer
Siden Chile var helt ung som selvstændig nation, har den været meget aktiv i internationale forhold. I 1837 gik landet aggressivt ind i en udfordring af den peruvianske havneby Callaos dominans på stillehavshandelsruterne og besejrede den kortlivede alliance mellem Bolivia og Peru (Peru-Bolivia-konføderationen, 1836-39) i Konføderationskrigen. Krigen betød opløsningen af konføderationen og en fordeling af magten i Stillehavsområdet. En ny krig, Salpeterkrigen (1879-83), befæstede Chiles regionale betydning og øgede samtidig landets areal i betragtelig grad.
I løbet af det 19. århundrede var Chile handelsmæssigt tættest forbundet til Storbritannien, et land der havde afgørende betydning for organiseringen af Chiles flåde. Frankrig påvirkede Chiles rets- og uddannelsessystemer og havde en væsentlig indflydelse på landet i blandt andet hovedstadens arkitektur, som i stort omfang blev til under det økonomiske opsving omkring skiftet til det 20. århundrede. Tyskland øvede indflydelse på Chile ved organiseringen og skolingen af landets hær, som blev forestået af preussere.
Den 26. juni 1945 var Chile blandt de 50 nationer, der underskrev De Forenede Nationers Pagt i San Francisco, USA, og dermed grundlagde FN. Med militærkuppet i 1973 blev Chile isoleret politisk på den internationale scene som følge af udbredte brud på menneskerettighederne.
Siden sin tilbagevenden til demokrati i 1990 har Chile været en aktiv deltager i den internationale politiske arena. I januar 2005 afsluttede nationen en toårig plads som ikke-permanent medlem af FN's sikkerhedsråd, og fra januar 2014 genindtog den pladsen. Chileneren Jose Miguel Insulza har siden 2005 været generalsekretær i Organisationen af Amerikanske Stater. Chile er et aktivt medlem af FN's organisationer og deltager i FN's fredsbevarende styrker og har siden 2011 været medlem af FN's menneskerettighedsråd. Landet var vært for forsvarsministermøde for Amerika i 2002 og for APEC-topmøde og tilhørende mødeaktiviteter i 2004. Det var ligeledes vært for ministermødet i Community of Democracies i april 2005 og for den ibero-amerikanske konference i november 2007. I egenskab af observatørnation i Mercosur og fuldt medlem af APEC har Chile været en vigtig spiller vedrørende internationale økonomiske emner og frihandel på den sydlige halvkugle.
Chile har diplomatiske forbindelser med de fleste lande i verden. Det fik afsluttet sin territorialstrid med Argentina i 1990'erne bortset fra grænsedragningen i det sydligste Patagonien. Chile og Bolivia afbrød deres diplomatiske forbindelser i 1978, efter at det mislykkedes at komme til enighed om en løsning på Bolivias ønske om igen at få den forbindelse til havet, som landet mistede under Salpeterkrigen 1879-93. De to lande har i stedet forbindelse på konsulniveau.

### Forsvar
De væbnede styrker i Chile er underlagt civil kontrol, som udøves af præsidenten gennem forsvarsministeren. Præsidenten har bemyndigelse til at udskifte chefen for de væbnede styrker.
Ejército de Chile
Den nuværende chef for hæren er general Juan Miguel Fuentealba Poblete. Hæren består af 45.000 mand og er organiseret med hovedkvarter i Santiago, seks divisioner fordelt over landet, en luftbrigade i Rancagua og en specialkommando i Colina. Den chilenske hær opererer med 105 Leopard 1A5 som hovedkampvogn, og i marts 2006 købte man 140 brugte Leopard 2A4 fra Tyskland.
Armada de Chile
Flådens chef er admiral Enrique Larrañaga Martin, som står i spidsen for 21.773 mand, heriblandt 2.500 marineinfanterister. Ud af flåden på 29 overfladefartøjer er kun otte større krigsskibe (fregatter). Disse skibe har base i Valparaíso. Flåden har egne luftfartøjer beregnet til transport og overvågning; den har ingen kamp- eller bombefly. Flåden råder desuden over fire ubåde med base i Talcahuano.
Fuerza Aérea de Chile
Luftvåbnets chef er general Jorge Roja Ávila, som står i spidsen for 12.500 mand. Luftvåbnets materiel og mandskab er fordelt på fem flyverbrigader, som har hovedkvarterer i Iquique, Antofagasta, Santiago, Puerto Montt og Punta Arenas. Luftvåbnet opererer endvidere fra Eduardo Frei-forskningsstationen på King George Island i Antarktis. Chile råder over 44 F-16 Fighting Falcon kampfly samt en række andre fly og helikoptere.
Carabineros de Chile
Efter militærkuppet i 1973 kom gendarmerne (Chiles politistyrke) til at høre under forsvarsministeriet. Efter genindførelsen af demokratiet vendte styrken operationelt set tilbage til indenrigsministeriets ressort, men hører nominelt stadig til under forsvarsministeriet. General Gustavo González Jure er øverste politichef for omkring 40.000 ansatte, der har ansvaret for sikring af lov og orden, trafikregulering, narkotikabekæmpelse, grænsekontrol og bekæmpelse af terrorisme.
Ifølge den chilenske lov skal 10% af indtægterne fra det statsejede mineselskab Codelco gå til de væbnede styrker. I forbindelse med landets 200 års jubilæum i 2010 foretog Chiles væbnede styrker en "modernisering"srunde. I 1998 købte Chile 202 brugte Leopard A1-kampvogne fra den hollandske hær af Rotterdamse Droogdok Maatschappij (RDM). To chilenske generaler, Luis Lobos og Gustavo La Torre, blev i den forbindelse dømt for at have modtaget bestikkelse for over en halv million dollars. Til søs har Chile anskaffet to brugte M-klasse (Multipurpose) og to brugte L-klasse (Luchtverdediging) fregatter fra den hollandske flåde, samt fire brugte Type 22/23-fregatter fra Royal Navy. Chile har dog købt to nye Scorpène-ubåde taget i brug i 2005/2006.
Endelig har Chile købt 18 brugte F-16-kampfly fra det hollandske luftvåben og 10 nye af Lockheed Martin.

## Administrativ inddeling
Chile er opdelt i 15 regioner (spansk región), der hver ledes af en intendant. Regionerne er opdelt i provinser, hvor en guvernør står i spidsen. Intendanter og guvernører udpeges af landets præsident. Det nederste administrative niveau er kommuner, som administreres af kommunalbestyrelser med borgmestre som øverste ledere. Kommunalbestyrelserne vælges for fire år ad gangen.
Hver region har et navn og et nummer angivet med romertal (undtagen Santiago Hovedstadsregionen, der forkortes RM), der grundlæggende begynder i nord og slutter i syd, med få undtagelser.
| Fork. | Navn (dansk/spansk)                                                            | Hovedstad    | Areal (km2) | Indbyggertal |
| ----- | ------------------------------------------------------------------------------ | ------------ | ----------- | ------------ |
| XV    | Arica og Parinacota Región de Arica y Parinacota                               | Arica        | 16.898,6    | 213.816      |
| I     | Tarapacá Región de Tarapacá                                                    | Iquique      | 41.799,5    | 300.021      |
| II    | Antofagasta Región de Antofagasta                                              | Antofagasta  | 126.049,1   | 547.463      |
| III   | Atacama Región de Atacama                                                      | Copiapó      | 75.176,2    | 292.054      |
| IV    | Coquimbo Región de Coquimbo                                                    | La Serena    | 40.579,9    | 707.654      |
| V     | Valparaíso Región de Valparaíso                                                | Valparaíso   | 16.396,1    | 1.734.917    |
| VI    | O'Higgins Región del Libertador General Bernardo O'Higgins                     | Rancagua     | 16.387      | 877.784      |
| VII   | Maule Región del Maule                                                         | Talca        | 30.296,1    | 968.336      |
| VIII  | Biobío Región del Biobío                                                       | Concepción   | 37.062,6    | 1.971.998    |
| IX    | Araucanía Región de la Araucanía                                               | Temuco       | 31.842,3    | 913.065      |
| XIV   | Los Ríos Región de Los Ríos                                                    | Valdivia     | 18.429,5    | 364.592      |
| X     | Los Lagos Región de Los Lagos                                                  | Puerto Montt | 48.584,5    | 798.141      |
| XI    | Aisén Región Aisén del General Carlos Ibáñez del Campo                         | Coyhaique    | 108.494,4   | 99.609       |
| XII   | Magallanes og Antártica Chilena Región de Magallanes y de la Antártica Chilena | Punta Arenas | 132.297,2   | 159.468      |
| RM    | Santiago Hovedstadsregionen Región Metropolitana de Santiago                   | Santiago     | 15.403,2    | 6.685.685    |

Note: Indbyggertallene stammer fra folketællingen i 2012.

### De største byer
| 1                                     | Stor-Santiago   | RM   | 6.683.852 |
| 3                                     | Stor-Valparaíso | V    | 930.220   |
| 2                                     | Stor-Concepción | VIII | 922.491   |
| 4                                     | Stor-La Serena  | IV   | 412.586   |
| 5                                     | Antofagasta     | II   | 346.126   |
| 6                                     | Stor-Temuco     | IX   | 339.664   |
| 7                                     | Stor-Iquique    | I    | 278.251   |
| 8                                     | Stor-Rancagua   | VI   | 276.527   |
| 9                                     | Puerto Montt    | X    | 266.060   |
| 10                                    | Chillán         | XV   | 204.180   |
| Indbyggertal ved folketællingen 2012. |                 |      |           |

## Geografi
Fra nord til syd strækker Chile sig over 4.300 km, og på det bredeste sted er landet 240 km fra det østligste til det vestligste punkt. Det samlede areal er på 756.102 km². Hvis man indregner de øer, som landet har i Stillehavet (men ikke de områder på Antarktis, som det gør krav på), ligger det mellem 17. og 56. sydlige breddekreds samt 66. og 81. vestlige længdekreds.
Chile er det land i verden, der har den største udstrækning i nord-sydlig retning,, og dette er med til at gøre, at landet har en stor variation i landskabsformer. Atacamaørkenen mod nord indeholder store mineralrigdomme, især kobber og nitrat. Den relativt lille centrale dal, hvor Santiago ligger, er den dominerende i landet, hvad angår befolkning og landbrugsproduktion. Det er også herfra, landet historisk set har arnested, og hvorfra det har ekspanderet mod nord og syd, indtil det har opnået sit nuværende omfang. Det sydlige Chile er rigt på skove og græsningsland, og her finder man en række vulkaner og søer. Den sydlige kyst er en labyrint af fjorde, kanaler, forvredne halvøer og øer. Andesbjergene ligger på landets østligste grænse, mens Stillehavet ligger mod vest. Chile grænser op til Peru mod nord på en 171 km lang strækning, mod Bolivia mod nordøst på 860 km og Argentina på 5.308 km mod øst. Kystlinjen mod vest og syd er på i alt 6.339 km.
Chile kontrollerer Påskeøen (3.512 km vestpå i Stillehavet), Salas y Gómez (3.210 km vestpå), Juan Fernández-øerne (670 km vestpå) og Desventuradas-øerne (850 km vestpå) – sidstnævnte øer uden permanent beboelse, men vigtige i forhold til Chiles krav på havterritorium, der også tager udgangspunkt i disse øer. Endvidere gør Chile krav på 1.250.000 km² af Antarktis syd for landet, men dette og andre landes krav er suspenderet under Antarktistraktaten, som Chile er medunderskriver af.

### Topografi
Chile ligger langs en seismisk og vulkansk zone, en del af Ildringen, som følge af bevægelserne af Nazca Pladen og den Antarktiske Plade mod den Sydamerikanske Plade.
Sent i Palæozoikum, for 251 millioner år siden, var det nuværende Chile en ophobning af havaflejringer, der hørte til kontinentet Gondwanaland. Mod slutningen af Mesozoikum, for 66 millioner år siden, begyndte havbunden at hæves som følge af kollisionen mellem Nazcapladen og den Sydamerikanske Plade; sammenstødet havde som resultat skabelsen af Andesbjergene. Området blev formet over millioner af år som følge af foldningen af klipperne, der resulterede i den nuværende geologiske form.
Chile består af et centralt dalområde, der strækker sig i landets længderetning og flankeres af to bjergkæder, der samlet set udgør omkring 80 % af landets areal. Det drejer sig mod øst om Andesbjergene, som udgør en naturlig grænse til Bolivia og Argentina og når næsten syv tusinde meter op med blandt andet vulkanen Ojos del Salado (6.891 m), samt tættere mod havet den noget lavere kystbjergkæde, som når lige over tre tusinde meter; højeste punkt er Cerro Vicuña Mackenna på 3.114 m. Mellem kystbjergene og havet ligger der en række kystsletter af varierende udstrækning, og her har det været muligt at opføre byer og anlægge store havne. Nogle af de centrale dalsletter mellem bjergkæderne omfatter arealer øst for Andes, for eksempel de patagoniske stepper og Magellan-området, mens andre er højtliggende plateauer helt omgivet af bjerge, for eksempel Altiplano og Puna de Atacama.
Det nordligste af de fem landskabsområder i Chile, Norte Grande er området mellem landets nordgrænse og 26. sydlige breddekreds og strækker sig over tre regioner. Det er præget af Atacamaørkenen, som er den tørreste i verden. Ørkenen er opsplittet af vandløb, der oprindeligt udgjorde Pampa del Tamarugal. I Norte Grande er kystbjergene kompakte og falder stejlt ned mod kystarealet med sletter. Andesbjergene er her delt i to arme, hvoraf den østligste løber i Bolivia; bjergene er her meget høje og præget af vulkansk aktivitet, som med ophobninger af sedimenter har skabt Altiplano og saltformationer som Salar de Atacama.
Umiddelbart syd for Norte Grande ligger Norte Chico, der strækker sig til floden Aconcagua. Her er Andesbjergene faldende i højde fra Norte Grande og ligger tættere på kysten; ved Illapel er bjergryggen blot 90 km fra kysten, hvilket også er det smalleste øst-vestligste sted i landet. I dette område mødes de to bjergkæder, hvorved der reelt ikke er nogen højslette mellem kæderne på dette sted. Tilstedeværelsen af floder har til gengæld skabt tværgående dale, hvor landbrugsproduktion har bredt sig meget i nyere tid. Samtidig er kystsletterne bredere her end længere nordpå.
Zona Central er Chiles mest befolkede område. Kystsletterne er brede og muliggør etablering af byer og havne ved kysten, og kystbjergene er yderligere faldende i højde her. Andesbjergene er fortsat op imod seks tusinde meter høje, men falder til et niveau på omkring fire tusinde meter i dette område. I en del af områdets udstrækning er der ikke nogen kystbjergkæde, men mod syd dukker den op igen i form af Cordillera de Nahuelbuta, mens istidsaflejringer har skabt en række søer i La Frontera-området.
Syd for Zona Central ligger Zona Sur, der er kendetegnet ved sine mange søer. I dette område er sletten mellem de to bjergkæder tæt på at være på højde med havoverfladen, og fra de mange søer fører en række floder vandet mod havet. Området er rigt på græsningsmuligheder, og kvæghold er den vigtigste landbrugsform her. I den sydligste del finder man de sydligste højdedrag af kystbjergene, og der er umiddelbart syd for Zona Central fra havet ind i landet en markant bugt, hvori den store øgruppe, Chiloé, ligger.
Det sydligste landskab er Zona Austral, der udgøres af Chile-delen af Patagonien. Under sidste istid var dette område dækket af is, som fik en markant betydning for landets forrevne struktur. En af konsekvenserne er, at bjergkæderne nordfra er lavere, og det samme er sletten mellem dem. Da kystbjergene reelt er væk her, er sletten blevet så lavtliggende, at den er blevet til havbund, mens bjergene titter op i form af øgrupper, heriblandt Chiloé og Chonos. Også Andesbjergene er stærkt faldende, og bjergene eroderer til en række fjorde mod havet. Længst mod syd bøjer Sydamerika og dermed Chile af mod sydøst, og den sydligste del af området udgøres af Chiles del af Ildlandet, og her samt nord herfor på fastlandet finder man et relativt fladt landskab.
Blandt Chiles øer i Stillehavet kan fremhæves Juan Fernández-øerne og Påskeøen, der ligger på den højderyg, der er skabt af sammenstødet mellem Nazcapladen og Stillehavspladen.

### Jordskælv
Med sin beliggenhed på Ildringen rammes Chile jævnligt af jordskælv. Den 22. maj 1960 ramte et jordskælv landet med en styrke på 9,5 på Richterskalaen, og det er dermed et af verdens kraftigste jordskælv. Den tilhørende tsunami nåede en højde på 11,5 m ved kystbyen Puerto Saavedra vest for Temuco. Puerto Saavedra blev praktisk taget ødelagt.
Senest den 27. februar 2010 ramte et jordskælv kysten ud for regionen Maule 325 kilometer fra hovedstaden Santiago og 115 kilometer fra byen Concepcion. Dette jordskælv havde en styrke på 8,8 på Richterskalaen.

### Hydrografi
Som følge af landets topografi krydses Chile af en lang række floder, der generelt er ret korte, og hvor vandet strømmer ret fredeligt. De forløber stort set alle sammen fra Andesbjergene og i nogenlunde direkte linjer vestpå til Stillehavet.
På grund af ørkenen er der i Norte Grande kun få vandløb, der bortset fra Loa ikke har afløb til havet. Loa, som udspringer i Miño Volcano i Andesbjergene og løber til Stillehavet er med sine 440 km landets længste flod. På højsletten har vandløb i 4.517 meters højde dannet søen Chungará, som er en af de højest beliggende floder i verden. Søen ligger sammen med floderne Lauta og Lluta på grænsen til Bolivia.
Lidt længere mod syd er der langt flere floder, der er vigtige for landbruget i dette område. Blandt de vigtige floder her er Aconcagua (142 km), Maipu (250 km) og dens bifloder, Mapocho (110 km) og Maule (240 km). Vandet i disse floder er primært smeltevand om foråret og sommeren samt regnvand om vinteren. I dette område finder man også den store kunstige sø Rapel samt søerne Colbún og Laja.

## Natur
Naturen i Chile omfatter en enorm række arter af planter og dyr. Dette tilskrives landets udstrækning i nord-sydlig retning samt de store højdeforskelle i landet. Naturformer som den stormomsuste kyst mod Stillehavet, de gigantiske Andesbjerge, ørkenen mod nord og beskyttede dale giver et rigt udvalg af økosystemer, som tilgodeser en stor variation i faunaen og floraen.
Chile har omkring 100 beskyttede naturområder, heriblandt 36 naturreservater. I det sydlige Chile i de tempererede regnskove er halvdelen af floraen endemisk, hvilket er unikt på verdensplan. Chilensk Klokkeranke (Lapageria rosea) er landets nationalblomst, andeskondoren er nationalfugl og tarucaen (Hippocamelus antisensis) er nationaldyr.

### Flora
I landet findes 56 ordener, 181 familier, 837 slægter og omkring 4.295 arter af planter. En stor del af disse tilhører kurvblomst-, græs-, ærteblomst- og natskyggefamilierne.
De ellers meget tørre områder i Atacama-ørkenen mod nord får tilført fugtighed med vinden fra havet, hvilket gør det muligt for hårdføre arter som akacie, kaktus-arter og forskellige buske som brombær at gro. På højsletterne lidt længere mod syd finder man blandt andet gummipuder (Azorella compacta), ichu-græsser og tola-buske. I det halvtørre centrale Chile møder man kaktusser, tjørnebuske, Prosopis-træer samt Adesmia-buske. I det fugtige og tempererede område i det centrale Chile er vegetationen maki-agtig i form af buske, løvtræer, kaktusarter og græsser. Dette område er dog så befolkningsrigt, at den oprindelige natur ikke er særligt markant. Området syd for Biobio-floden er præget af løvfældende og stedsegrønne træer, heriblandt rauli, abetræ, hvid ædelcypres, roble, Eucryphia cordifolia og laurbær. Syd for søområdet finder man blandt andet antarktisk sydbøg, andesceder og de enorme fitzroyaer. Længst mod syd i Patagonien og på Ildlandet finder man på grund af det barske klima primært dværgudgaver af sydbøg samt hårdføre græsser.

### Fauna
Med Andesbjergene som effektiv beskyttelse er der i Chile – trods landets størrelse – relativt få vildtlevende pattedyr. Af landlevende pattedyr findes der 107 arter, og regner man havlevende arter med, er der 141. Blandt de udbredte arter er guanaco (vilde lamaer), mink, bæltedyr, opossum, pudú og puma. Pattedyr i chilenske farvande omfatter blandt andet søelefanter og søløve, mens man undertiden kan opleve blåhval, pukkelhval, sejhval, kaskelothval og delfin.
Blandt fuglearterne findes såvel stand- som trækfugle, og der er meldt om 536 forskellige arter i landet. Heraf er 15 arter endemiske og 38 arter er internationalt anerkendt som truede arter. Ud over nationalfuglen, andeskondoren, kan nævnes andesflamingo, en række albatros-arter som gråhovedet, grårygget og chathamalbatros, en række pingvin-arter som hvidkindet, gullokket og humboldtpingvin, petrel-arter som grå, og Juan Fernandez-petrel og skråper som sort og hvidhaget skråpe - alle de nævnte arter er sårbare ifølge Avibase.

## Klima
Chiles enorme udstrækning i nord-sydlig retning betyder, at de klimatiske forhold er særdeles varierede. Mod nord findes verdens tørreste ørken, Atacama, i det centrale område er der middelhavsklima, der er fugtigt subtropisk klima på Påskeøen, der er kystklima centralt-sydligt, alpint, når man kommer op i Andesbjergene, samt polarklima i de allersydligste områder. Der er fire årstider i det meste af landet: Sommer (december-februar), efterår (marts-maj), vinter (juni-august) og forår (september-november).
Herunder ses temperaturer og nedbør i udvalgte byer:

## Økonomi
Chiles Centralbank i Santiago er landets centralbank. Landets møntenhed er den chilenske peso (CLP), og pengepolitikken følger en inflationsmålsætning om en årlig inflation på 3 %.
Chile er et af Sydamerikas rigeste og mest stabile lande, der ligger som en af de allerøverste blandt de latinamerikanske lande inden for faktorer som menneskelig udvikling, konkurrenceevne, indkomst per indbygger, globalisering, økonomisk frihed og lav korruptionsopfattelse. Siden juli 2013 er Chile af Verdensbanken karakteriseret som højindkomstland. Samtidig er landet præget af en meget stor økonomisk ulighed. Gini-koefficienten for disponibel indkomst var således i 2009 på 0,508 ifølge OECD, hvilket angav den højeste ulighed blandt alle OECD's medlemslande.
Chile har ifølge den konservative amerikanske organisation Heritage Foundations "Index of Economic Freedom" den højeste økonomiske frihed i Sydamerika (nummer syv i verden), hvilket skyldes landets uafhængige og effektive retssystem samt en forsigtig offentlig finanspolitisk styring. I maj 2010 blev Chile det første sydamerikanske land, der blev optaget i OECD. Landet har den højeste BNP per indbygger i købekraftskorrigerede enheder blandt de latinamerikanske lande (skarpt forfulgt af Argentina).
En markedsorienteret økonomisk politik, der har været fastholdt stabilt siden 1980'erne, har været medvirkende til at sikre en jævn økonomisk vækst i Chile. Mens indkomstulighederne voksede betydeligt under årene med militært styre, blev fattigdommen igen reduceret efter 1990. Det anslås, at 45 % af befolkningen levede under fattigdomsgrænsen i 1985. I 2012 anslog IMF, at andelen af befolkningen, der lever under fattigdomsgrænsen, var på 14,4 %. Landet gennemgik fra 1999 et mindre dyk, men fra 2003 begyndte økonomien igen at bedre sig. I 2009 oplevede Chile et fald i BNP som følge af finanskrisen, men i årene 2010-12 har væksten oversteget 5 % hvert år.
Arbejdsløshedstallet lå i januar 2014 på 6,12 %, hvilket var højere, end det havde været i de seks foregående måneder, men generelt har arbejdsløsheden været svagt faldende over de sidste par år. Der er mangel på arbejdskraft inden for brancher som landbrug, minedrift og fabrikation.
Et privatiseret nationalt pensionssystem (AFP) har sat gang i indenlandske investeringer og bidraget til en samlet opsparing, der estimeres til at være på cirka 21 procent af BNP. Med den obligatoriske pensionsopsparing betaler de fleste offentlige ansatte 10 % af deres løn til privat administrerede fonde. Imidlertid blev det i 2009 offentliggjort, at den globale økonomiske krise havde medført, at $21 millioner var mistet fra pensionsopsparingerne.
Chile har indgået frihandelsaftaler med en række lande, heriblandt en aftale med EU, der trådte i kraft fra februar 2003, og en aftale med USA, der trådte i kraft fra januar 2004. EU har opgjort, at fra indgåelsen af aftalen i 2003 til 2011 er den bilaterale handel mellem Chile og EU steget til mere end det dobbelte (7,7 milliarder euro i 2003 til 18,6 milliarder euro i 2011). Efter en lignende aftale med Kina indgået i 2005 er Chiles samlede handel med Kina steget med 22 % på syv år, og Kina var i 2012 Chiles største eksportmarked foran USA (22 % mod 11 % af den samlede eksport). Chile har størst import fra de store lande i Sydamerika, Brasilien og Argentina, der står for henholdsvis 17 og 8,2 % af importen.
Standard & Poor's har givet Chile ratingen AA-. Efter at have været så lav som 3,9 % af BNP i 2006 er landets offentlige gæld steget siden, så den i 2011 lå på 9,2 % af BNP.14 % af statens indtægter kom i 2012 direkte fra kobberproduktionen. Udlandsgælden var på 17 % af BNP ved udgangen af 2012. Chile havde et underskud på betalingsbalancen i 2012 på 3,5 % af BNP.

### Minedrift
Den økonomisk vigtigste branche i Chile er minedrift, i særdeleshed udvinding af kobber. Udvinding af kobber udgør 16 % af Chiles BNP og 54 % af dets eksport (42 milliarder US$ af den samlede eksportværdi på 78 milliarder US$). Escondida er den største kobbermine i verden og står for mere end 5 % af den samlede produktion i verden. Samlet set udvinder Chile en tredjedel af verdens kobber. Den statslige minevirksomhed, Codelco, konkurrerer med de private på udvindingen.
Ud over kobber udvindes der også guld og sølv, mens udvinding af jern, kul og bly stort set er skrinlagt. Endvidere udvindes der fortsat chilesalpeter i landet.

### Landbrug og lignende erhverv
Landbrug i Chile omfatter et bredt spektrum af aktiviteter som følge af landets varierende geografiske og geologiske forhold, klima og kulturforhold. Historisk set er landbrug en hjørnestenene i Chiles økonomi, men nu står landbruget sammen med beslægtede områder som skovdrift og fiskeri kun for 3,6 % af BNP. De vigtigste produkter inden for disse områder er vindruer, æbler, pærer, løg, hvede, majs, havre, fersken, hvidløg, asparges, bønner, oksekød, fjerkræ og uld samt fisk og tømmer.
Som følge af sin relative isolerede beliggenhed og stramme toldregler er Chile ikke ramt af sygdomme som mund- og klovsyge, vinlus eller frugtfluer. Sammenholdt med placeringen på den sydlige halvkugle med deraf følgende andre høsttidspunkter, end der findes på de store markeder på den nordlige halvkugle, udgør nogle af Chiles konkurrencemæssige fordele. Omvendt betyder blandt andet de mange bjergområder i landet, at kun 1,8 % af det totale areal kan dyrkes.
Af arbejdsstyrken i landet var 10 % i 2011 beskæftiget inden for landbrug. Det meste af landbrugsområdet i landet ligger i de centrale regioner, hvor der er store dalområder, og hvor klimaet er tempereret eller subtropisk, hvilket giver godt udbytte ved dyrkning af jorden. Længere mod syd er der primært tale om græsningsarealer, og her finder man fåre- og kvægavl.

### Turisme
Turismen i Chile er vokset betydeligt inden for de seneste årtier. Indtægterne fra turismen (besøgende fra udlandet) er i perioden 1995-2011 steget fra 1,2 til 2,7 milliarder US$. Antal udenlandske besøgende i Chile var i 2012 3,5 millioner, hvilket var en stigning på 13 % fra året forinden. Andelen af turismen i forhold til den totale eksport var samme år 2,88 %. Langt de fleste turister i landet kommer fra nabolandene og øvrige sydamerikanske lande. Således kom 72 % af alle besøgende i 2012 fra Argentina, Bolivia, Peru og Brasilien. Turister fra Nordamerika og Europa har i nogle år på grund af den globale økonomiske krise været lidt faldende. En lidt ældre opgørelse viste, at besøgende fra USA, Europa og Brasilien tilsammen udgjorde 36 % af de besøgende i 2005. Endvidere kunne det konstateres, at besøg fra Asien, specielt Kina og Sydkorea, var stigende på samme tidspunkt.
En opgørelse fra 2004 viser, at de mest populære mål for turisterne er hovedstaden Santiago, Valparaíso-Viña del Mar, Arica-Putre-området (landets nordligste del), Puerto Montt-Puerto Varas (ved flere nationalparker), Atacama-området (mod nord) og Torres del Paine (Patagonien). Endvidere kommer turisterne fortrinsvis for naturrelaterede oplevelser. Således viser en opgørelse over europæiske turisters foretrukne beskæftigelser på besøg i Chile, at strandene, historiske mindesmærker, nationalparker og generelle naturoplevelser står højest på listen. Nævnes kan også Påskeøen med de særprægede stenstatuer, men med sin fjerne placering midt ude i Stillehavet besøges den kun af meget målrettede turister.
Som turister i deres eget land er chilenerne først og fremmest aktive om sommeren (december-marts), og de besøger især kystbyer som Arica, Iquique, Antofagasta, La Serena og Coquimbo mod nord samt Pucón ved Villarrica-søen mod syd. Desuden er Valparaíso og Viña del Mar med deres korte afstand til hovedstaden populære besøgsmål.

## Uddannelse
Uddannelsessystemet i Chile består af fire trin: Forskole (børnehave) for børn til 5 årsalderen, basisskole med otte klassetrin (6-13 år), ungdomsuddannelser på fire trin (14-17 år) samt videregående uddannelse.
Siden 2007 har der været gratis adgang til førskoletilbud i landet, men det er ikke obligatorisk at bruge. Undervisning på basis- og ungdomsniveau er obligatorisk, og på basisniveauet går cirka 93 % af børnene i offentlige skoler, mens de resterende 7 % går i private skoler.
Der er to typer ungdomsuddannelser: Gymnasier eller erhvervsuddannelser. Gymnasierne har to år, hvor alle har samme fag, mens de to sidste år deler eleverne i henholdsvis en naturfaglig og humanistisk gren.
På det videregående niveau har man universiteter (både offentlige og private), professionsinstitutter (IP) samt tekniske institutioner (TCF). Landets største og ældste universitet er Universitetet i Chile i Santiago grundlagt i 1842; det har cirka 38.000 studerende.
I 2009 var der cirka 191.000 analfabeter i landet ifølge UNESCO. Procentmæssigt svarer det til 1,4 % af befolkningen.

## Infrastruktur

### Flytrafik
Chile har samlet 372 landingsbaner, heraf 62 med hård belægning. Den største lufthavn i landet er Comodoro Arturo Merino Benítez International Airport (SCL) i Santiago, som har fast rutefart til en række internationale foruden til omkring tyve indenlandske destinationer. De vigtigste udenlandske forbindelser (målt på antal rejsende) er Buenos Aires (to lufthavne), São Paulo og Lima, mens Miami er den vigtigste forbindelse i Nordamerika og Madrid den vigtigste i Europa. De tre vigtigste indenlandske destinationer er Antofagasta, Calama og Iquique. I 2012 rejste over 14 millioner personer via SCL. Lufthavnen er hub for LAN Airlines og flere mindre, lokale luftfartselskaber.

### Jernbaner
I Chile findes der et jernbanenet på 6.782 km, der stort set udelukkende betjenes af det statsejede Empresa de los Ferrocarriles del Estado (EFE). Tidligere dækkede jernbanenettet hele landet fra Arica i nord til Puerto Montt langt mod syd, men udviklingen af andre transportformer, først og fremmest fly- og bustransport, har medført nedgang i togtransporten. Rejse med tog er typisk langsommere end de konkurrerende former, og efterhånden er komforten i busser sammenlignelig med den i togene. Godstransport har ligeledes ændres sig fra jernbanen til lastbiler på de forbedrede veje.
Samtidig med udviklingen i de øvrige transportformer har jernbanerne været forsømt fra regeringens side i en årrække, men siden årtusindskiftet har der fra officiel side været opmærksomhed på jernbanerne, og flere strækninger er blevet eller på vej til at blive renoveret, lige som det kørende materiel er blevet fornyet.
Der findes metrosystemer i hovedstaden Santiago og den store havneby Valparaíso.

### Vejnet
Chile har 77.764 km landeveje, hvoraf 18.119 km har fast belægning (2.387 km er motorveje). Den panamerikanske landevej har sin sydligste del i Chile og går ad Ruta 5, den længste landevej i landet med sine 3.364 km fra grænsen mod Peru i nord via Santiago til Puerto Montt i syd. Ruta 5 er koblet til Ruta 7 fra Puerto Montt til Villa O'Higgins på en strækning af 1.240 km. Den sydligste landevej på fastlandet er Ruta 9, der ender på Brunswick-halvøen.
Busser er blevet meget populære til persontransport med mange konkurrerende selskaber og moderne, veludstyrede busser. Turen med bus fra Arica ved den peruvianske grænse til Santiago tager 28 timer, mens turen fra Santiago til Punta Arenas tager omkring 40 timer. Der er 184 motorkøretøjer per 1000 indbyggere i landet.

## Demografi
Chile har en befolkning på ca. 16,3 millioner mennesker. Siden 1990 har befolkningsstigningen været dalende som følge af en faldende fødselsrate. En fremskrivning af tendenserne i befolkningsændringerne spår, at befolkningstallet i 2050 vil være på 20,2 millioner. Omkring 85 % af landets befolkning lever i byområder med 40 % i Stor-Santiago. De største byområder i landet var i 2012 Stor-Santiago med næsten 6,7 millioner indbyggere samt Stor-Valparaíso og Stor-Concepción med begge lidt under en million indbyggere.

### Etniske grupper
Chile er et multietnisk samfund som huser folk med mange forskellige etniske baggrunde. Der findes en række undersøgelser af den etniske sammensætning i landet, og de viser forbavsende store forskelle i resultaterne.
Størstedelen af den chilenske befolkning er af europæisk afstamning. En nylig genetisk undersøgelse viser, at 52 % af chilenerne er af europæisk afstamning, 44 % er stammer fra oprindelige folk, heriblandt mestizer, mens 4 % er af afrikansk afstamning.
Ved folketællingen i 2012 angav over 1,5 millioner chilenere, at de var af mapuche-afstamning i en eller anden grad. Det tilsvarende tal ved folketællingen i 2002 var kun lidt over 600.000, mens tallet i 1992 var på næsten 1,3 millioner. Disse store variationer forklares blandt andet ved forskelle i synligheden af mapucherne og deres forhold på de tidspunkter, hvor folketællingerne blev foretaget: Er der fokus på dette folk i medier og lignende, bliver flere personer opmærksomme på deres afstamning. Den næststørste af de oprindelige etniske folkeslag er aymaraer, som lidt mere end 100.000 angav at tilhøre, samt diaguitaer med lidt mere end 40.000.
Chile er et af de 22 lande, der har underskrevet og ratificeret ILO-konventionen fra 1989 vedrørende oprindelige folk og stammefolk i selvstændige stater. Konventionen har siden været anvendt i forskellige tilfælde til fordel for oprindelige folk i landet, fx retten til vand for aymara-folk.
Immigration til Chile har ikke været så omfattende som til andre lande, fx Argentina, Canada og USA. Det skyldes blandt andet landets afsides beliggenhed bag Andesbjergene samt afstanden til Europa. Der var aldrig massive indvandringsbølger til landet som man oplever det i nogle af de nævnte lande. Således modtog Chile blot 0,5 % af de europæere, der udvandrede til Latinamerika i perioden 1851-1924, hvor 46 % endte i Argentina, mens 33 % endte i Brasilien.
Den største europæiske, etniske gruppe i Chiles befolkning stammer fra Spanien og den baskiske region i det sydlige Frankrig. Chilenerne af baskisk afstamning er anslået til at udgøre minimum 10 %.
Der kom mindre grupper af ikke-spanske europæiske indvandrere til Chile i det 18., det 19. og i begyndelsen af det 20. århundrede. I 1848 fandt efter den mislykkede martsrevolution en større tysk indvandring sted, der skabte grundlaget for et tysk-chilensk samfund, der sponsoreret af den chilenske regering bosatte sig i den sydlige region. Tyskerne (som bl.a. omfattede østrigere samt tysktalende schweizere, schlesiere og elsassere) bosatte sig især i Valdivia, Chiloé og Los Ángeles.
Britiske (engelske og skotske) samt irske efterkommere omfatter 700.000 mennesker. Der skønnes at være omkring 100.000 græske immigranter i landet, en stor del bosat i og omkring Antofagasta. Der findes også større grupper af chilenere med fransk, italiensk, schweizisk og kroatisk baggrund. En stor gruppe på 4-500.000 af palæstinensisk afstamning bor i det centrale Chile.
Chile støttede officielt indvandring til landet i det 19. århundrede, men efter første verdenskrig lukkede landet i stor udstrækning for indvandring for at undgå store skarer af fattige flygtninge. Anden verdenskrig gav yderligere støtte til denne politik, så det var generelt kun folk med egne midler, der fik lov til at komme ind i landet. Der blev dermed sat en dæmper på indvandringen gennem en stor del af det 20. århundrede, men med den økonomiske vækst har Chile oplevet en ny bølge af immigration siden begyndelsen af 1990'erne. Ved folketællingerne i 1992 og 2002 var der henholdsvis 114.531 og 184.464 chilenere, der var født i udlandet. Langt den største del af denne stigning kom fra lande i Latinamerika, i særdeleshed nabolandene Peru og Argentina.

### Sprog
Chile er overordnet set et spansktalende land. Den variant af spansk, der tales i landet, er dog noget forskellig fra det, der tales i såvel Spanien som i de omkringliggende, spansktalende lande i Sydamerika.
Blandt de store forskelle er, at man i Chile ofte udelader den afsluttende stavelse eller et afsluttende "s" i ordene, og desuden udtales nogle konsonanter med en blødere lyd. Der er ikke stor forskel på sproget mellem syd og nord, men der er nogle mindre, men tydelige, forskelle på sproget afhængig af socialklasse eller af, om man bor i byen eller på landet. Denne relativt homogene sprogbrug forklares ved, at landet i stor udstrækning er befolket med udgangspunkt i det centrale område omkring Santiago og Valparaíso, hvorfra folk i mindre omfang har trukket sig mod henholdsvis nord og syd.
Flere af de oprindelige folks sprog tales også i et eller andet omfang. Mapundungun er mapuchernes sprog og tales af omkring en kvart million; quechua tales af omkring 8.000 i grænseområdet mod Bolivia; nogle få tusinde i det nordlige af landet behersker aymara, og et par tusinde taler rapanui, det oprindelige sprog på Påskeøen. Der findes yderligere nogle få sprog, særligt længst mod syd i landet. Der undervises i mapundungun i områder i det sydlige Chile med større befolkninger af mapucher, og sprogets status beskrives som levende. De øvrige nævnte sprog er truede eller decideret døende.
Tysk tales af omkring 20.000 mennesker i Chile.

### Religion
| Religion i Chile (2013) | Religion i Chile (2013) | Religion i Chile (2013) | Religion i Chile (2013) | Religion i Chile (2013) |
| ----------------------- | ----------------------- | ----------------------- | ----------------------- | ----------------------- |
| Religion                |                         |                         | Procent                 |                         |
| Romerskkatolsk          | Romerskkatolsk          |                         | 61%                     | 61%                     |
| Ingen                   | Ingen                   |                         | 19%                     | 19%                     |
| Protestantisk           | Protestantisk           |                         | 17%                     | 17%                     |
| Andre                   | Andre                   |                         | 4%                      | 4%                      |

Ifølge den chilenske grundlov er der religionsfrihed i Chile, og i det store hele understøtter myndighederne dette i praksis.
Med den spanske invasion i Sydamerika fulgte også katolske missionærer, og Chile er fortsat et land, hvor hovedparten af befolkningen bekender sig til den romerskkatolske kirke. En undersøgelse fra 2013 viste, at 61 % af den voksne befolkning opfatter sig som katolske, mens 17 % opfattede sig som protestantiske, 4 % som hørende til en anden religion, mens 19 % ikke opfatter sig som religiøse. Den protestantiske gruppe dækker over grupperinger som pinsebevægelsen (langt den største andel af protestanterne), lutheranisme, calvinisme, presbyterianisme, den anglikanske kirke, den wesleyanske kirke og flere andre mindre kirkesamfund.
Blandt de øvrige religioner findes andre kristne grupperinger som den ortodokse kirke, mormonkirken, syvendedagsadventister og Jehovas Vidner. Derudover findes små grupper af jøder, muslimer og buddhister.
I perioden 1833-1925 var den katolske kirke statsreligion i Chile, idet staten dog efter 1865 også anerkendte andre religioner. Med grundlovsændringen i 1825 blev kirken og staten formelt adskilt. I nutiden understøtter staten indirekte kristne trosretninger ved at definere officielle fridage i forbindelse med nogle af de kristne højtider som jul og langfredag.
Chiles skytshelgen er Jakob den Ældre.

### Sundhed
Chiles sundhedssystem styres af sundhedsministeriet. I 1989 blev der i landet oprettet en tvungen, national sundhedsfond (FONASA), som alle lønmodtagere betaler 7 % af lønnen til. Der findes desuden private sygeforsikringer. Mere end 12 millioner indbyggere kan få støtte til helbredsmæssige behandlinger gennem FONASA.
Langt de fleste større hospitaler findes i området omkring Santiago og Valparaíso.

## Kultur
På grund af landets geografi er der markante forskelle på de kulturelle udtryksformer i forskellige dele af landet.
I nord er det karakteristisk, at der finder en række kulturelle begivenheder sted, der kombinerer arven fra de oprindelige andesfolkeslag med den tilsvarende efter de spanske conquistadorer og udtrykker dem i forskellige festivaler og religiøse traditioner, heriblandt diabladas (djævledans) og Fiesta de la Tirana.
I det centrale af landet dominerer traditioner med udgangspunkt i landbrugslivet, heriblandt fra huasoernes (chilenske cowboys) liv, især i området mellem Coquimbo og Biobío. Da dette område af landet huser størstedelen af landets befolkning, er der en tendens til, at kulturen herfra generelt fungerer som landets kulturelle identitet. Blandt de tidspunkter, hvor den chilenske kultur står tydeligst, er i perioden omkring uafhængighedsdagen i midten af september.
I det sydlige Chile har mapuchernes kultur en stor betydning, især i Araucanía, mens indflydelse fra tysk indvandring kan ses omkring byer som Valdivia, Osorno og Llanquihue.

### Musik og dans
Musik i Chile omfatter et bredt spektrum, herunder folkemusik, popmusik og klassisk musik. Den folkeligt baserede musik udviser stor variation i landets forskellige områder med musik og dans fra de oprindelige folk, særligt i nord og syd samt på Påskeøen. Aymaraerne og atacamaerne har både individuelle og gruppebaserede danse knyttet til deres religiøse overbevisning. På Påskeøen finder man reminiscenser fra frugtbarheds- og indvielsesritualer i musik og dans.
Chiles nationale dans er cuecaen, der har såvel europæiske indslag som elementer fra oprindelige folk. Dansen er en pardans i 6/8- eller 3/4-takt, og den ledsages af musik spillet på guitar, som kan suppleres af blandt andet harmonika, guitarrón (et guitarlignende instrument med 24-25 strenge) og rytmeinstrumenter. Desuden ledsages den ofte af sang, enten solo eller som duet. Tonadaen er en sangform, der også især kendes fra Andes-området, heriblandt Chile, og den går ligeledes især i 6/8-takt med guitarakkompagnement og synges fortrinsvis af kvinder.

Mellem 1950 og 1970 blev den chilenske folkemusik til en vis grad genfødt, og grupper som Los de Ramón, Cuatro Huasos og Los Huasos Quincheros opnåede popularitet sammen med komponister som Raúl de Ramón og Violeta Parra. Ligeledes var det i den periode, Margot Loyola begyndte at indsamle materiale om den folkelige musik, og hun har i mange år været en uofficiel ambassadør for den chilenske kultur. Mod slutningen af 1960'erne og først i 1970'erne stødte man også på den politiske variant af folkemusikken personificeret i Parra samt Victor Jara; de to var med til at grundlægge Nueva Canción – Den ny sang. Andre navne inden for Nueva Canción var grupperne Inti-Illimani og Quilapayún.
Flere chilenske klassiske komponister har også ladet sig inspirere af folkelig musik. Blandt disse var Humberto Allende, der for eksempel inddrog mapuche-musik i nogle af sine værker, Juan Orrego-Salas, der ud over instrumentalværker (heriblandt musik til Quilapayún) også skrev musik til digte af Pablo Neruda. Blandt de yngre komponister har Fernando García arbejdet med elektronisk musik. Ud over Orrego-Salas har også for eksempel Sergio Ortega haft tæt kontakt til Nueva Canción, og han som aktiv Salvador Allende-støtte skrev han den kendte sang "El pueblo unido jamás será vencido", som blev en verdenskendt slagsang for venstrefløjen og som signalerede modstand mod Pinochet-styret.
Chilensk rockmusik blev første gang spillet i slutningen af 1950'erne, og den fik pæn succes op gennem 1960'erne med blandt andet gruppen Los Jaivas og fik også en vis indflydelse på Nueva Canción. Rockmusikken led et knæk med militærkuppet i 1973, og rockmusik var officielt forbudt under Pinochets styre frem til 1990. Siden er denne musikform blomstret op igen, og ofte ser man i tråd med rock en español, der kendes fra Chile såvel som fra andre latinamerikanske lande, at de chilenske rockgrupper inkorporerer elementer af folkelig musik i rocken, for eksempel hos Los Tres.

### Billedkunst
Før europæernes ankomst til Chile udtrykte de oprindelige folk sig kunstnerisk på forskellige måder, men spaniernes ankomst satte en brat stopper for dette, idet erobrerne undertrykte disse udtryk under indsatsen for at kristne de oprindelige folk. Mængden af præcolumbiansk kunst er derfor begrænset, men der er dog fundet forskellige hulemalerier, især i det allernordligste af landet. Endvidere er der fundet dekorerede lervarer, og kunsten fra den tid har haft funktioner som rituelle/religiøse, men også praktiske og æstetiske. De nordlige kulturer har især anvendt geometriske figurer, men helleristninger forekommer også i stort omfang. Mod syd har mapuchernes kunst i større omfang haft religiøse formål, blandt andet med bemalede potter til begravelser.
Spanierne bragte ved erobringen med sig de kunstneriske udtryk, som de kendte fra Europa, og trods religiøs modvilje blev europæernes kunst snart inspireret af de oprindelige folks – og omvendt. Således har mapuchernes kunstfærdige metalarbejder, som man fortsat kender, tydeligvis inspiration fra erobrernes sølvmønter. Europæernes kunst var i de første mange århundreder tæt knyttet til den katolske religion, hvor især jesuiterne prægede malestilen.
José Gil de Castro stod i begyndelsen af det 19. århundrede bag en række portrætter af helte fra Chile og nabolandene. Gil de Castro var en af de første i en bevægelse, der senere er sammenfattet som "rejsende kunstnere", dvs. kunstnere der kom til udefra (Gil de Castro var fra Peru og havde afrikanske rødder). En anden vigtig kunstner i den unge stat var engelske Charles Wood, der især skildrede motiver fra og på havet.
I 1849 åbnede et nationalt kunstakademi i Santiago, og det blev udgangspunktet for de første nationale kunstnere i Chile. Nogle af de vigtigste malere i slutningen af det 19. og begyndelsen af det 20. århundrede var Alfredo Valenzuela Puelma, Pedro Lira, Alberto Valenzuela Llanos og Juan Francisco González. Den første egentlige kunstgruppe i landet var "Generación del 13", dannet i 1913, og gruppen er karakteriseret for deres sociale kritik og interesse for proletariatet og oprindelige folk som mapucherne.
Af kunstnere fra det 20. århundrede kan nævnes Roberto Matta, pioner inden for den abstrakte kunst i landet, Carlos Sotomayor, en af de mest markante kubister fra Sydamerika, Camilo Mori, grundlægger af "Grupo Montparnasse", en gruppe chilenske malere med inspiration fra Paris i begyndelsen af århundredet, og Claudio Bravo, en markant hyperrealist.
Der har også være betydningsfulde billedhuggere i Chile. Rebeca Matte var den første kvinde på dette område og har efterladt sig vigtige værker som Icarus and Daedalus, som nu i lighed med flere andre af hendes værker er at finde i landets nationale kunstmuseum.

### Scenekunst
Mange teatre i Chile stammer fra det 19. århundrede, heriblandt Teatro Municipal, der blev indviet i 1857 og er det mest betydende i landet. Teatro Municipal huser flere nationale institutioner som Santiago Filharmoniske Orkester og Santiago Ballet og Kor. Her spilles de klassiske former for sceniske værker: Drama, opera og ballet.
Teateret var i slutningen af det 19. århundrede primært for overklassen, men i det 20. århundrede blev middelklassen mere betydningsfuld samtidig med, at der blev flere forbindelser med omverdenen, og det kom teateret i landet til gode. Landets nationale dramakompagni blev stiftet i 1913, men virkede på amatørplan, mens det første egentlige professionelle teaterkompagni, Baguena-Buhrle, blev dannet nogle år senere. Dette kompagni spillede både chilenske og udenlandske stykker og bragte teatret rundt i landet.
I de følgende år blomstrede teaterlivet i landet med mange kompagnier, der især opførte farcer, og ofte som kun havde begrænset scenografi, så publikum måtte tænke sig til omgivelser og remedier. Desuden blev der spillet så mange stykker, hvor skuespillerne havde så mange roller, at det var umuligt for dem at huske teksterne præcist, hvilket førte til en stil med mange improvisationer og et udtryk, der kan ligne nutidens sitcoms med fokus på at få latteren frem blandt publikum.
I 1941 dannede en gruppe studerende ved Santiagos Universitet den første eksperimenterende teatergruppe, hvilket efterhånden bragte nyt liv til landets scene. Scenekunsten udviklede sig i de følgende år, blandt andet i politisk retning. Blandt de betydende skikkelser på teaterscenen i midten af århundredet var kommunisten Victor Jara, der både skrev for scenen og ledede et teaterkompagni, inden han vendte sig mod musikken. Militærkuppet i 1973 satte en brat stopper for teaterkunsten sammen med andre kunstarter, som det fascistiske styre opfattede som samfundsnedbrydende. Efter diktaturperiodens kulturelle mørke er teaterscenen i Chile igen blomstret op, og der findes omkring tyve teaterkompagnier, der spiller over hele landet. Det er dog Santiago, der er centrum for landets scenekunst med flere faste teatre samt den årligt tilbagevendende festival Festival Internacional Santiago a Mil.

### Film
Første gang, der blev vist film i Chile, var få måneder efter brødrene Lumière havde vakt sensation med filmfremvisning i Paris. Den nye kunstart blev både en sensation og en inspiration i Santiago, og blot få år efter, i 1902, havde den første chilenskproducerede film premiere i Valparaíso. Det var Ejército general de bombas (Brandmandskorpset), som var en tre minutter lang optagelse af en brandmandsparade.
Da filmindustrien for alvor kom i gang i 1910'erne, kom mange af instruktørerne og hovedrolleindehaverne fra udlandet, særligt fra Argentina. To instruktører af tidens instruktører, den italienskfødte Salvador Giambastiani og Pedro Sienna, regnes for at være chilensk films grundlæggere. Giambastiani og hans hustru grundlagde landets første filmstudie i Santiago, og her skabte en række andre instruktører, blandt andet Sienna, en række film. Blandt de mest markante stumfilm var El Húsar de la Muerte (1925) af og med Pedro Sienna.
Jorge Délano drog tidligt til udlandet for at lære om film med lyd, og hjemvendt producerede han nogle af de første film med lyd i landet. Blandt de store instruktører i 1940'erne var Eugenio de Luigoro og José Bohr, der skabte en af chilensk films største stjerner, Ana Gonzalez. Efter nogle år med en blomstrende filmproduktion blev Chile oversvømmet af udenlandske film i begyndelsen af 1950'erne, og den lokale produktion gik meget tilbage.
I 1961 oprettedes Afdeling for eksperimentalfilm på Chiles universitet. Her blev skabt en række spændende film, som revitaliserede chilensk filmproduktion. Den banebrydende del blev kendt som "Nuovo Cine Chileno" ("Ny Chilensk Film"). Blandt de nye navne var Álvaro J. Covacevich, der med dokumentarfilmen Morir un poco om livet for de mest fattige opnåede et stort publikum. Det politiske element var fremtrædende i perioden op til militærkuppet, og Helvio Sotos kontroversielle Caliche Sangriento var, trods regeringsmodstand, en publikumssucces. Et tredje navn fra den tid er Raúl Ruiz, der blandt andet skabte Tres Tristes Tigres (Tre triste tigre). Endelig kan nævnes Alejandro Jodorowski, der instruerede den avantgardistiske western El Topo.
Som for andre kunstarter blev militærkuppet i 1973 en katastrofe for chilensk film, idet langt de fleste af filmskaberne var modstandere af diktaturet og flygtede til udlandet. Herfra skabte flere af dem film, der protesterede mod undertrykkelsen i fædrelandet. Eksempler på dette er Miguel Littíns Det forjættede land og Patricio Guzmáns dokumentartrilogi La batalla de Chile (Slaget om Chile).
Siden militærregimets fald blomstrede filmproduktionen i Chile kun langsomt op, men siden årtusindskiftet er der sket noget, og en del af de nyere film gør op med diktaturperioden. Det gælder for eksempel Guzmáns Le cas Pinochet og den oscarnominerede No af Pablo Larraín. Andre filmskabere søger uden om den tunge fortid, men behandler fortsat nationale temaer som Alicia Scherson i Play om forholdet mellem en mapuche-pige og en velstående arkitekt.

### Arkitektur
Naturforholdene har stor indflydelse på byggeri i Chile. Særligt jordskælv, der forekommer relativt hyppigt i landet, har medført et behov for at skabe bygninger, der kan modstå store rystelser.
Nogle af de første markante bygninger i landet, heriblandt den første katedral i Santiago, er gået tabt på grund af jordskælv. Siden er man gradvist blevet bedre til at bygge holdbart. Nogle af de ældste større bygningsværker i landet er kirkerne Iglesia de San Agustín og Catedral Metropolitana i Santiago fra henholdsvis 1625 og 1748-1800; begge har et markant præg af nyklassicisme i udtrykket. Italienskfødte Joaquín Toesca var i den periode en markant arkitekt, der blandt andet stod bag Catedral Metropolitana. I området omkring hovedstaden dominerer arkitekturstrømninger fra Europa, særligt Spanien, men kommer man et stykke væk fra det centrale område i landet, finder man også bygninger, der har markant anderledes præg.
På Chiloé finder man for eksempel en række bygninger, blandt andet flere jesuiterkirker, i træspån, som blandt andet også er kendt i Nord- og Østeuropa. I byer som Castro og Cronchi finder man også træhuse på pæle i vandkanten. Andre steder i det sydlige af landet, hvor der bor mange efterkommere af tyske indvandrere, er det tyske præg tydeligt på arkitekturen. Endelig kan man stadig finde rukaer, som er mapuchernes traditionelle boliger.
Mod nord findes i den lille by Toconao en bemærkelsesværdig kirke bygget af bløde, hvide sten hentet i et lokalt stenbrud. Klokketårnet er særlig velholdt og er erklæret et nationalt monument. Et stykke oppe i bjergene finder man eksempler på præcolumbiansk arkitektur i form af gårde ved Inkastien.
I nyeste tid er der fokus på den kulturelle arv i arkitekturen, hvilket ses hos nogle af de markante nutidige arkitekter som Alejandro Aravena og Borja Huidobro.

### Kommunikation
Den første avis i Chile var La Aurora, der første gang udkom i 1812 i tiden lige før landets uafhængighed. I 1827 begyndte El Mercurio at udkomme, og den er den ældste avis, der fortsat udgives i landet. Den er af konservativ observans og regnes blandt de mest seriøse aviser i landet. Den anden store avis i landet er La Tercera, der er mere sensationspræget. La Nación er statsejet og hælder mod liberal observans.
De første tv-udsendelser i landet blev sendt i 1959. Generelt er der et liberalt tv-marked i landet og mange stationer, både regionalt og nationalt. Den nationale tv-station i landet er Televisión Nacional de Chile (TVN), der stammer fra 1969. Stationen ejes af staten, men fungerer i princippet uafhængigt af regeringen og er reklamefinansieret.
I 2012 var der 3,2 millioner fastnettelefoner og 24 millioner mobiltelefoner i landet. Der var samme år 2,152 millioner internet-hosts i landet, og i 2009 var der lidt mere end 7 millioner internetbrugere i landet.

### Mad og drikke
Som på mange andre områder varierer traditionerne for mad og drikke også i de forskellige områder af landet. Inspirationen i det chilenske køkken bærer basalt set præg af det spanske køkken, madtraditioner fra de oprindelige folk samt de tilgængelige lokale ingredienser. Overordnet set er oksekød, fisk og skaldyr, frugt og grøntsager nogle af de vigtigste fødevarer. Senere er der kommet inspiration fra andre dele af verden til chilensk mad.
De oprindelige folk i området brugte især produkter som kartofler, majs, bønner samt fisk og skaldyr. Da europæerne kom til landet, bragte de med sig dyr som svin, får, kvæg og høns samt planter som hvede og vin.
Blandt de populære retter i landet er asado (grillet kød), cazuela (en kød- og grønsagsret i suppe), empanadas (brød med fyld af kød eller fisk), humitas (grøntsager indpakket i majsdækblade og kogt), pastel de choclo (fyldte majstærter), curanto (en ret speciel for Chiloé med mange ingredienser lavet i jordhuller med glødende sten) og sopaipillas (friturestegte gærbrød).
Af drikkevarer er vin udbredt, selv størstedelen af den nationale produktion går til eksport. Piscoen, en farveløs eller gulbrun brandy, regnes som nationaldrik, især som pisco sour, hvor spiritussen suppleres med lime. Desuden brygges der en del øl i landet, primært lagerøl.

### Sport
Den mest populære sportsgren i Chile er fodbold. Chile har deltaget i otte VM-slutrunder, heriblandt VM i 1962, som landet var vært for, og hvor landsholdet fik det hidtil bedste resultat med en tredjeplads. Andre gode resultater opnået af holdet er fire finalepladser i Copa América og bronzemedaljer ved OL i 2000. Den bedste række i landets turneringssystem er Primera División, som i 2013 af IFFHS (Det Internationale Forbund for Fodboldhistorie og -Statistik) blev rangeret som 19.-bedste i verden (ligaen havde været 10.-bedste året forinden).
Blandt landets bedste klubber er Colo-Colo (30 mesterskaber), CF Universidad de Chile (16 mesterskaber) og Club Deportivo Universidad Católica (10 mesterskaber), der også har haft succes i de sydamerikanske cup-turneringer; seneste chilenske triumf blev opnået af Universidad de Chile, der sejrede i Copa Sudamericana i 2011. Blandt de internationalt kendte spillere fra landet er Elías Figueroa (aktiv 1964-1982 i blandt andet brasilianske Internacional), Iván Zamorano (aktiv 1983-2003 i blandt andet Real Madrid og Inter) og Marcelo Salas (aktiv 1993-2008 i blandt andet Juventus).
En anden populær sportsgren i landet er tennis. Landsholdet i denne sport har to gange (2003 og 2004) vundet World Team Cup og spillet finale i Davis Cup i 1976. Marcelo Ríos blev den første latinamerikanske spiller, der lå nummer ét på verdensranglisten for herrer, en plads han holdt i seks uger, og flere spillere, deriblandt Ríos, har været i finalen i en Grand Slam-turnering. Tilbage i 1937 vandt Anita Lizana i U.S. Championship og blev dermed den første latinamerikanske kvinde, der vandt en Grand Slam samt lå nummer ét på verdensranglisten.
Basketball er ligeledes en populær sport, og herrelandsholdet har to gange vundet bronze ved VM-turnering (1950 og 1959), mens kvindelandsholdets bedste resultat er sølvmedaljer på hjemmebane i 1953.
Chile har deltaget i de fleste olympiske lege, men traditionelt haft det svært i konkurrencerne der. Til og med 2012 er det blot blevet til to guld-, syv sølv- og fire bronzemedaljer. De to guldmedaljer blev vundet ved OL 2004, begge i tennis, hvor Nicolás Massú vandt i singlerækken samt i doublerækken sammen med Fernando González, der i øvrigt vandt bronze i single. Ud over tennis har chilenske sportsfolk hjemført medaljer i atletik, ridning, boksning, skydning og fodbold (bronze i 2000).
Blandt mere lokale sportsgrene er rodeo ganske populært og anses for at være nationalsporten. Den største årlige turnering er "El Chileno", der har været afholdt siden 1948. Chueca er en sport i stil med hockey, som stammer fra mapucherne.
Blandt de sportsgrene, der ofte dyrkes mere uformelt, er skiløb og andre vintersportsgrene, der har gode forhold flere steder i Andesbjergene, surfing, der dyrkes flere steder ved kysten, samt løb, herunder maratonløb og ultramaraton, der vokser i popularitet i lighed med andre steder i verden. Endelig kan det nævnes, at Dakar Rally siden 2009 har afholdt dele af løbet i Chile og Argentina.